# Коллисон, Даррен
Даррен Майкл Коллисон (англ. Darren Michael Collison; род. 23 августа 1987 года в Ранчо-Кукамонга, Калифорния, США) — американский профессиональный баскетболист, выступавший в Национальной баскетбольной ассоциации. Был выбран на драфте НБА 2009 года в первом раунде под общим 21-м номером командой «Нью-Орлеан Хорнетс».

## Карьера в колледже
В сезоне 2006—2007 года Коллисон был лидером своей конференции по количеству перехватов 2,2 в среднем за игру. Также он раздавал 5,7 передач (2-й в конференции) и имел 44,7 процента из-за линии трёхочковой. Даррен за УКЛА прошёл все этапы, от новичка до выпускника и в общей сложности за калифорнийцев провёл 142 игры. В последний год он набирал 14,4 очка, 4,7 передач и 1,6 перехвата за игру, и был лидером конференции по проценту штрафных бросков, третьим по количеству результативных передач, перехватов и по рейтингу потерь-передач.

## Карьера в НБА
Коллисон был выбран под 21-м номером на драфте НБА 2009 года командой «Нью-Орлеан Хорнетс». 30 января 2010 года он установил рекорд среди новичков сделав 18 передач и набрав 17 очков в игре с «Мемфис Гриззлис», прервав 11-матчевую выигрышную серию, одержав победу в овертайме 113—111. Позже 8 марта 2010 года он побил собственный предыдущий рекорд для новичков набрав 20 результативных передач (вместе с 16 очками) в победной игре с «Уорриорз» 135—131. 19 февраля 2010 года в игре против «Пэйсерс» Даррен стал вторым новичком в сезоне 2009/2010 сделавшим трипл-дабл, набрав 18 очков, 13 поборов и 12 передач. Он занял 4-е место в голосовании за звание Новичка года НБА. 11 августа 2010 года «Хорнетс» обменяли Коллисона вместе с Джеймсом Поузи в «Индиану» в ходе четырёхсторонней сделки с участием пяти игроков.
12 июля 2012 года Коллисон вместе с Дантэй Джонсом был обменян в «Даллас Маверикс» на Иэна Маинми.
3 июля 2014 года заключил трёхлетнее соглашение с «Сакраменто Кингз» на 16 миллионов долларов.
4 июля 2017 года стало известно о подписании нового 2-летнего контракта на 20 миллионов долларов с «Индианой».
29 июня 2019 года Коллисон официально заявил о своем уходе из НБА в пользу религиозной деятельности как «Свидетель Иеговы».

## Статистика

### Статистика в НБА
| Сезон                                                                                    | Команда    | Регулярный сезон | Регулярный сезон | Регулярный сезон | Регулярный сезон | Регулярный сезон | Регулярный сезон | Регулярный сезон | Регулярный сезон | Регулярный сезон | Регулярный сезон | Регулярный сезон | Серия плей-офф | Серия плей-офф | Серия плей-офф | Серия плей-офф | Серия плей-офф | Серия плей-офф | Серия плей-офф | Серия плей-офф | Серия плей-офф | Серия плей-офф | Серия плей-офф |
| Сезон                                                                                    | Команда    | GP               | GS               | MPG              | FG%              | 3P%              | FT%              | RPG              | APG              | SPG              | BPG              | PPG              | GP             | GS             | MPG            | FG%            | 3P%            | FT%            | RPG            | APG            | SPG            | BPG            | PPG            |
| ---------------------------------------------------------------------------------------- | ---------- | ---------------- | ---------------- | ---------------- | ---------------- | ---------------- | ---------------- | ---------------- | ---------------- | ---------------- | ---------------- | ---------------- | -------------- | -------------- | -------------- | -------------- | -------------- | -------------- | -------------- | -------------- | -------------- | -------------- | -------------- |
| 2009/10                                                                                  | Нью-Орлеан | 76               | 37               | 27,8             | 47,7             | 40,0             | 85,1             | 2,5              | 5,7              | 1,0              | 0,1              | 12,4             | Не участвовал  | Не участвовал  | Не участвовал  | Не участвовал  | Не участвовал  | Не участвовал  | Не участвовал  | Не участвовал  | Не участвовал  | Не участвовал  | Не участвовал  |
| 2010/11                                                                                  | Индиана    | 79               | 79               | 29,9             | 45,7             | 33,1             | 87,1             | 2,8              | 5,1              | 1,1              | 0,2              | 13,2             | 5              | 5              | 29,2           | 39,1           | 66,7           | 63,6           | 2,6            | 4,0            | 1,0            | 0,4            | 9,4            |
| 2011/12                                                                                  | Индиана    | 60               | 56               | 31,3             | 44,0             | 36,2             | 83,0             | 3,1              | 4,8              | 0,8              | 0,2              | 10,4             | 11             | 0              | 18,6           | 51,4           | 36,4           | 87,0           | 1,3            | 3,0            | 1,3            | 0,0            | 8,7            |
| 2012/13                                                                                  | Даллас     | 81               | 47               | 29,3             | 47,1             | 35,3             | 88,0             | 2,7              | 5,1              | 1,2              | 0,1              | 12,0             | Не участвовал  | Не участвовал  | Не участвовал  | Не участвовал  | Не участвовал  | Не участвовал  | Не участвовал  | Не участвовал  | Не участвовал  | Не участвовал  | Не участвовал  |
| 2013/14                                                                                  | Клипперс   | 80               | 35               | 25,9             | 46,7             | 37,6             | 85,7             | 2,4              | 3,7              | 1,2              | 0,2              | 11,4             | 13             | 0              | 19,2           | 38,9           | 8,3            | 86,7           | 2,1            | 2,4            | 0,5            | 0,1            | 8,5            |
| 2014/15                                                                                  | Сакраменто | 45               | 45               | 34,8             | 47,3             | 37,3             | 78,8             | 3,2              | 5,6              | 1,5              | 0,3              | 16,1             | Не участвовал  | Не участвовал  | Не участвовал  | Не участвовал  | Не участвовал  | Не участвовал  | Не участвовал  | Не участвовал  | Не участвовал  | Не участвовал  | Не участвовал  |
| 2015/16                                                                                  | Сакраменто | 74               | 15               | 30,0             | 48,6             | 40,1             | 85,8             | 2,3              | 4,3              | 1,0              | 0,1              | 14,0             | Не участвовал  | Не участвовал  | Не участвовал  | Не участвовал  | Не участвовал  | Не участвовал  | Не участвовал  | Не участвовал  | Не участвовал  | Не участвовал  | Не участвовал  |
| 2016/17                                                                                  | Сакраменто | 68               | 63               | 30,3             | 47,6             | 41,7             | 86,0             | 2,2              | 4,6              | 1,0              | 0,1              | 13,2             | Не участвовал  | Не участвовал  | Не участвовал  | Не участвовал  | Не участвовал  | Не участвовал  | Не участвовал  | Не участвовал  | Не участвовал  | Не участвовал  | Не участвовал  |
| 2017/18                                                                                  | Индиана    | 69               | 64               | 29,3             | 49,5             | 46,8             | 88,2             | 2,6              | 5,3              | 1,3              | 0,2              | 12,4             | 7              | 7              | 30,6           | 45,6           | 34,8           | 75,0           | 3,0            | 4,7            | 1,0            | 0,0            | 11,3           |
| 2018/19                                                                                  | Индиана    | 76               | 76               | 28,2             | 46,7             | 40,7             | 83,2             | 3,1              | 6,0              | 1,4              | 0,1              | 11,2             | 4              | 4              | 29,2           | 42,2           | 36,4           | 100,0          | 3,0            | 4,0            | 0,5            | 0,0            | 12,0           |
|                                                                                          | Всего      | 708              | 517              | 29,4             | 47,1             | 39,4             | 85,3             | 2,7              | 5,0              | 1,2              | 0,1              | 12,5             | 40             | 16             | 23,3           | 43,6           | 33,3           | 83,5           | 2,2            | 3,3            | 0,9            | 0,1            | 9,5            |
| Наведите курсор мыши на аббревиатуры в заголовке таблицы, чтобы прочесть их расшифровку. |            |                  |                  |                  |                  |                  |                  |                  |                  |                  |                  |                  |                |                |                |                |                |                |                |                |                |                |                |

### Статистика в колледже
| Сезон                                                                                   | Команда | GP  | GS  | MPG  | FG%  | 3P%  | FT%  | RPG | APG | SPG | BPG | PPG  |  |
| --------------------------------------------------------------------------------------- | ------- | --- | --- | ---- | ---- | ---- | ---- | --- | --- | --- | --- | ---- |  |
| 2005/06                                                                                 | УКЛА    | 39  | 5   | 19,2 | 40,4 | 33,3 | 78,4 | 1,8 | 2,3 | 0,9 | 0,1 | 5,5  |  |
| 2006/07                                                                                 | УКЛА    | 35  | 35  | 33,0 | 47,8 | 44,7 | 81,0 | 2,3 | 5,7 | 2,3 | 0,1 | 12,7 |  |
| 2007/08                                                                                 | УКЛА    | 33  | 32  | 34,7 | 48,2 | 52,5 | 87,2 | 2,6 | 3,8 | 1,8 | 0,1 | 14,5 |  |
| 2008/09                                                                                 | УКЛА    | 35  | 35  | 31,5 | 50,7 | 39,4 | 89,8 | 2,4 | 4,7 | 1,6 | 0,1 | 14,4 |  |
|                                                                                         | Всего   | 142 | 107 | 29,2 | 47,6 | 43,6 | 85,2 | 2,3 | 4,1 | 1,6 | 0,1 | 11,5 |  |
| Наведите курсор мыши на аббревиатуры в заголовке таблицы, чтобы прочесть их расшифровку |         |     |     |      |      |      |      |     |     |     |     |      |  |